# Tierquerungshilfe
Querungshilfen für Tiere ermöglichen wildlebenden Landtieren das Überwinden eines Verkehrsweges (Straße, Schiene, Kanal) beim Umherziehen oder Wandern und vermindern somit dessen Barrierewirkung im Lebensraum der Tiere.
Damit tragen sie zur Arterhaltung bei, damit Tiere nicht beim Betreten von Menschenhand geschaffener Verkehrswege getötet werden. Bei größeren Tieren können auch Menschen bei Tierunfällen in Mitleidenschaft gezogen werden.
Überall sichtbare Beispiele sind Wildleitzäune entlang von Fernverkehrsstraßen und Hochgeschwindigkeits-Bahnstrecken. Sie sind zunächst ebenfalls Barrieren, dienen aber als Querungshilfen zur Kanalisierung der Tierwanderungsrichtungen zur nächsten für sie bestimmten Über- oder Unterquerungsmöglichkeit. Auch beim „Klassiker“ Krötentunnel werden die Tiere von weit her geführt.
Als Querungshilfen dienen Bauwerke wie Amphibientunnel, Kleintierdurchlass, Überflughilfe, Wildunterführung, Wildüberführung, Grünbrücke, ökologisch gestalteter Durchlass, Talbrücke und Grünunterführung.